# Friedrich Beyerlein
Martin Friedrich Beyerlein (* 4. Januar 1899 in Laubegast bei Dresden; † 4. November 1950 in Waldheim) war ein deutscher Kriminalsekretär und Mitglied der Gestapo in Dresden und Krakau, der in den Waldheimer Prozessen zum Tode verurteilt und hingerichtet wurde.

## Leben und Wirken

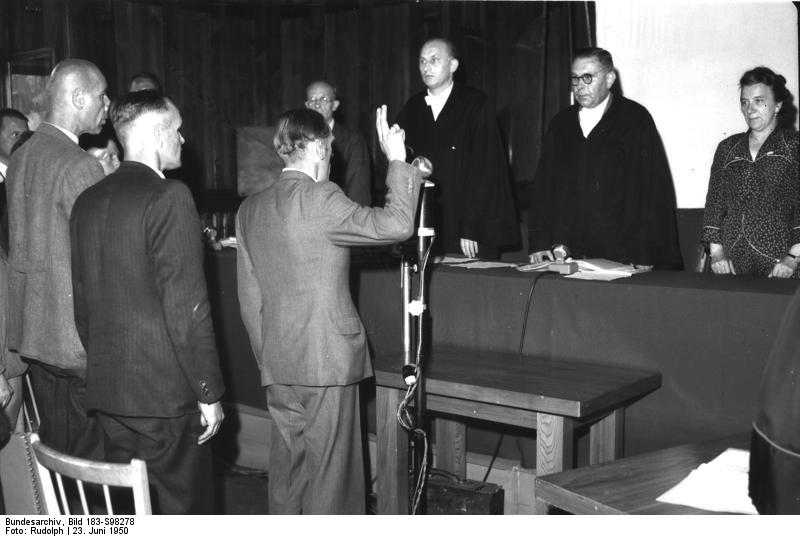
Hauptverhandlung in Waldheim gegen Friedrich Beyerlein, 1950

Er war der Sohn des Kontordieners und späteren Streckenarbeiters Friedrich Alwin Beyerlein und dessen Ehefrau Marie Sophie geborene Herrig. Nach dem Schulbesuch schlug er eine Verwaltungslaufbahn ein. Am 28. Januar 1933 wurde er als Kriminalsekretär zur Kriminalpolizei abgeordnet. Als solcher war er in Dresden und infolge der Übernahme durch die Gestapo nach Beginn des Zweiten Weltkrieges von 1940 bis 1944 im deutschbesetzten Polen, insbesondere in Krakau tätig, wo er Kommandeur der Sicherheitspolizei und des SD wurde. In der SS stieg er zum Untersturmführer auf.
Nach Ende des Zweiten Weltkrieges wurde er inhaftiert und nach seiner Verurteilung durch das Landgericht Chemnitz und aufgrund des Todesurteils, das am Ende der ab 23. Juni 1950 gegen ihn im Waldheimer Rathaussaal eingeleiteten Hauptverhandlungen unter Vorsitz des Landrichters Schmiege gefällt wurde, hingerichtet. Die Begründung des Urteils lautete, Verbrechen gegen die Menschlichkeit begangen zu haben.